# A csillagok háborognak
A csillagok háborognak az Irigy Hónaljmirigy második nagylemeze, amelyet 1996-ban adtak ki. A cím egyértelmű szójáték a Csillagok háborúja film címével. Az album a Mahasz Top 40 lemezeladási listán megszerezte az első helyet.

## Az album dalai
1. Zűr az űrben (Intro) 1:26
2. A csillagok háborognak 4:55
3. Jönnek a számból 0:24
4. Bat-Man 1:58
5. Énekelj tercet 1:43
6. Gyere és tátogj 1:39
7. Megdumállak még 2:14
8. Skit 1:23
9. Képzeld a víz kiver 4:31
10. Skit 0:05
11. King Fingers 4:09
12. Jelentés a bőrnadrágból 1:58
13. Gettó dedó 4:46
14. Szellemvonat 4:07
15. Furcsa ez a srác 3:15
16. Régi csibészek 1:29
17. Homok és sóder 1:38
18. Rocktróger 1:21
19. Teveháton 1:37
20. Szigeti veszedelem 2:23
21. Értetlenek 4:04
22. Skit 0:14
23. A R'n'Rigója 3:12
24. Zűr az űrben (Outro) 0:54
25. Skit 0:22